# WinDirStat
WinDirStat (Windows Directory Statistics) — свободная (бесплатная) программа для анализа использования ёмкости разделов диска в ОС Microsoft Windows. Программа показывает дерево каталогов с использованием диска в процентах и
список расширений файлов с указанием в процентах, сколько места занимает каждое расширение.
Список расширений и дерево каталогов интерактивно взаимодействуют с графической картой (TreeMap), на которой каждому расширению присвоен собственный цвет.
Созданная как открытый исходный проект, программа выпущена под лицензией GNU GPL. Программа была разработана с использованием Visual C++ / MFC 7.0 и распространяется с помощью SourceForge. Проект был вдохновлён KDirStat, приложением в составе оболочки KDE для Unix-подобных операционных систем.
Программа выпущена в двух вариантах: портативная версия и дистрибутив для установки

## Возможности
- Список обнаруженных расширений файлов, и процент использованного пространства, которое занимает каждое расширение
- Каждое расширение имеет собственный цвет на графической карте
- Сканирование внутренних, внешних и сетевых дисков
- Пользователь может создавать сценарии по которым программа проводит работы по очистке диска
- Отправка отчетов по электронной почте

## Популярность
WinDirStat был загружен более чем 9,2 млн раз из официального источника, начиная с первого выпуска в октябре 2003 года. По состоянию на июль 2014 года, он является вторым наиболее популярным программным обеспечением в категории «Файловые системы» на SourceForge с более чем 13 000 скачиваний в неделю. Инструмент регулярно обновляется и его использование предназначено для всех платформ класса Windows для рабочих компьютеров (XP, 2000, 7, 8, 10, 11).